# Каміль Оджак (стадіон)
«Каміль Оджак Стадіум» (тур. Kâmil Ocak Stadyumu) — футбольний стадіон у місті Газіантеп, Туреччина, у минулому домашня арена ФК «Газіантепспор».
Стадіон відкритий 1974 року. Присвоєно ім'я колишнього міністра спорту Туреччини Каміля Оджака, який був уродженцем Газіантепа та ініціював спорудження стадіону в рідному місті, який на час відкриття був найсучаснішим у країні.
Протягом 1974—2017 років був домашньою ареною «Газіантепспора». У 2017 році клуб перейшов на нову арену «Газіантеп Стадіум».